# Walter Freeman
Walter Jackson Freeman II (Filadelfia, Pensilvania 14 de noviembre de 1895 - 31 de mayo de 1972) fue un médico estadounidense. Es recordado principalmente como el pionero de la lobotomía en Estados Unidos y defensor de la psicocirugía.

## Estudios y primeros años
Freeman nació en Filadelfia, Pensilvania hijo de una familia acomodada y distinguida. Su padre era un médico de éxito al igual que su abuelo, William Keen, el que fuera Presidente de la Asociación Médica Americana.
Se graduó en la Facultad de Medicina de la Universidad de Pensilvania. Fue presidente de la Asociación Americana de Neuropatólogos en los años 1944 y 1945, presidente de la Junta Americana de Psiquiatría y Neurología en 1946 y 1947, y miembro de la Asociación Americana de Psiquiatría (APA).

## Lobotomía
Fue promotor del método de la lobotomía transorbital conocido también como la "técnica del picahielo": mediante la introducción de un orbitoclasto por la extremidad interna del ojo y un mazo de caucho se cortaban las conexiones nerviosas del lóbulo frontal del cerebro. Inicialmente la técnica fue implementada exclusivamente a pacientes con esquizofrenia severa e intratable, sin embargo, más tarde, Freeman practicó esta técnica a todo tipo de pacientes, incluso a personas normales que simplemente tenían una mirada amenazante. Viajó por los Estados Unidos en una furgoneta a la que según rumores sin fundamento, llamaba “el lobotomóvil”. Realizó aproximadamente 3500 lobotomías, entre ellas la de Rosemary Kennedy.

## El fin de la lobotomía
El doctor Walter Freeman viajaba por todo Estados Unidos realizando lobotomías a pacientes con desórdenes psiquiátricos; pero debido a la aparición de nuevas técnicas (Clorpromazina) este método dejó de ser utilizado en los años 50.
El doctor Freeman perdió la licencia cuando uno de sus pacientes murió accidentalmente durante una lobotomía. Sin embargo, siguió visitando pacientes a los que hacía lobotomías hasta su muerte en 1972 a causa de un cáncer.